# VIRGOHI21
VIRGOHI21 é um halo galáctico de matéria escura localizada no Aglomerado de Virgem, a 60 milhões de anos-luz da Via Láctea. Ele foi descoberto através de estudos de hidrogênio neutro no cúmulo, com uma massa entre 100 milhões e 10.000.000 mil massas solares. Desta massa, apenas 1/100 parte está na forma de gás.
Este objeto não parece ter estrelas, ou se elas são muito escassas, um estudo realizado pelo Telescópio Espacial Hubble encontrou apenas 129 estrelas gigantes vermelhas.
VIRGEM HI21 parece ter interagido com a galáxia M 99, sendo responsável pela forma peculiar de um de seus braços.
No entanto, outros autores acreditam que sua existência é duvidosa e outra galáxia que tem sido responsável pelo surgimento da galáxia M 99, sendo VIRGEM HI21 simplesmente os restos do encontro entre os dois.